# Merenhouse
Le merenhouse, meren(gue)house ou merenrap, est un genre musical de hip-hop mêlant merengue dominicain et rap, dancehall et hip-hop. Le groupe Proyecto Uno est le pionnier du genre. Le merenhouse possède la même instrumentation que le merengue, incluant saxophone, trompette, accordéon, guitare basse acoustique, guitare, et güira ; cependant, ces instruments peuvent se mêler à des sons électroniques.

## Histoire
Le merenhouse est lancé dans les années 1990 à New York par les américains d'origines dominicaines. Ils cherchent à préserver leurs racines dominicaines tout en s'adaptant à leur nouvel environnement. Le merengue dominicain peut être considéré comme une expression dominicaine de transnationalisme, une portion des habitants de New York étant issue de l'immigration au XXIe siècle. Il n'est pas surprenant que le merenhouse, un genre musical hybride, se soit popularisée chez la jeunesse biculturelle résidant à New York dont les racines dominicaines couvrent les deux aspects de leur culture. Le merenhouse est un symbole d'identité national chez les américano-dominicains. Le début des années 1990 assiste à une immigration missive aux États-Unis en partance de la République dominicaine. Le merengue est l'un des exemples significatifs de la culture dominicaine à cette période d'immigration, ce qui est un élément clé dans la création du merenhouse,. Afin de comprendre ce style musical, il est important d'observer les styles qui l'ont inspiré, en particulier le merengue. Ce dernier est la musique et la danse nationales en République dominicaine, elle-même inspirée de nombreux styles, et caractérisé par un rythme distinct qui le différencie des autres genres musicaux.
La musique hybride connue sous le nom de merenrap, ou merenhouse, est lancée dans les années 1980 et connue sous le nom de Latin house dans la communauté porto-ricaine. La latin house mêle des éléments de musique house, rap, un rythme de musique latine et au reggae. La communauté porto-ricaine tente à la fois de conserver ses racines latines et de s'adapter à leur nouvel environnement par transnationalisme. Le merengue dominicain peut être considéré comme une expression du transnationalisme dominicain. Le début des années 1990 assiste à une importante vague d'immigration de la communauté dominicaine vers les États-Unis à cause de la situation économique critique de leur pays. New York assiste à une croissance significative de la communauté dominicaine. « En 1990, on estimait que plus de 900 000 dominicains — 12 % de la population du pays — vivaient rien qu'à New York. » Cette concentration ethnique en un seul lieu les amènent à étendre leur culture à New York, tout en s'adaptant à la culture locale. Le merengue est un exemple de la culture dominicaine amenée pendant cette vague d'immigration, un élément clé dans la création de la  merenhouse,.